# Día Mundial del Algodón
El Día Mundial del Algodón es una jornada que se celebra anualmente el 7 de octubre desde 2021, fue establecida oficialmente por la  Asamblea General de las Naciones Unidas en ese mismo año.

## Proclamación
El Día Mundial del Algodón fue proclamado oficialmente por las Naciones Unidas el 30 de agosto de 2021, a iniciativa de los países africanos conocidos como los “Cuatro del Algodón” (Benín, Burkina Faso, Chad y Malí). La Organización Mundial del Comercio (OMC) también apoyó esta propuesta. La proclamación busca reconocer la importancia del algodón en la economía global, su papel en el desarrollo económico y el alivio de la pobreza en los países menos desarrollados. El objetivo es fomentar políticas comerciales justas, sostenibles e inclusivas, y mejorar el acceso de los países en desarrollo a los mercados internacionales.

## Celebración
Este día se celebra el 7 de octubre. Esta fecha fue elegida para conmemorar la propuesta original presentada en 2019 por los “Cuatro del Algodón” a la OMC. La primera celebración oficial bajo el reconocimiento de las Naciones Unidas tuvo lugar en 2021. Las actividades de este día incluyen conferencias, seminarios y eventos presenciales y en línea. Estas celebraciones buscan aumentar la visibilidad del sector algodonero, promover el comercio justo y sostenible, y destacar la necesidad de inversiones en la cadena de valor del algodón. Organizaciones como la OMC, el Centro de Comercio Internacional (ITC) y la FAO, a través de iniciativas como el Proyecto + Algodón, juegan un papel clave en apoyar a los productores de algodón en países en desarrollo, optimizando su producción y acceso a mercados.

## Temas
- 2021: La importancia de utilizar algodón sostenible y responsable[3]
- 2022: Tejiendo un futuro mejor para el algodón[4]
- 2023: Hacer del algodón un cultivo justo y sostenible para todos, de la granja a la moda[5]